# Dicée de San Cristobal
Dicaeum tristrami
Espèce
Statut de conservation UICN

 LC  : Préoccupation mineure
Le Dicée de San Cristobal (Dicaeum tristrami) est une espèce de passereau placée dans la famille des Dicaeidae.

## Répartition
Il est endémique aux îles Salomon.

## Habitat
Il habite les forêts humides tropicales et subtropicales de montagne.